# ミンスク・ヴォルシャ鉄道
ミンスク・ヴォルシャ鉄道（ロシア語:Оршанское направление Белорусской железной дороги）はベラルーシの首都ミンスクにあるミンスク中央駅からヴォルシャを経てヴィーツェプスク州にあるシュホーフツィ駅を結ぶ鉄道である。モスクワ・スモレンスク鉄道、ミンスク・ブレスト鉄道と共にモスクワ・ブレスト鉄道の一部を構成する。

## 概要
1871年に開業。交流50Hz 25,000Vで電化されており、全線複線である。ベラルーシを横断する国土幹線であると共に、ロシアとシェンゲン圏を結ぶ国際列車も数多く経由する。

## 国境管理
ロシアとの国境駅はシュホーフツィ駅であるが、ロシア・ベラルーシ両国は国境管理を一体化しているため、両国間の国境では基本的にパスポートの確認は行われない。但し、両国以外の第三国の国民はロシアからベラルーシに入る際にもベラルーシのビザが必要であり、パスポートの確認が無くともビザ無しでベラルーシに入国すると不法入国扱いになるので注意しなければならない。